# Sepolcro di Don Pedro de Toledo

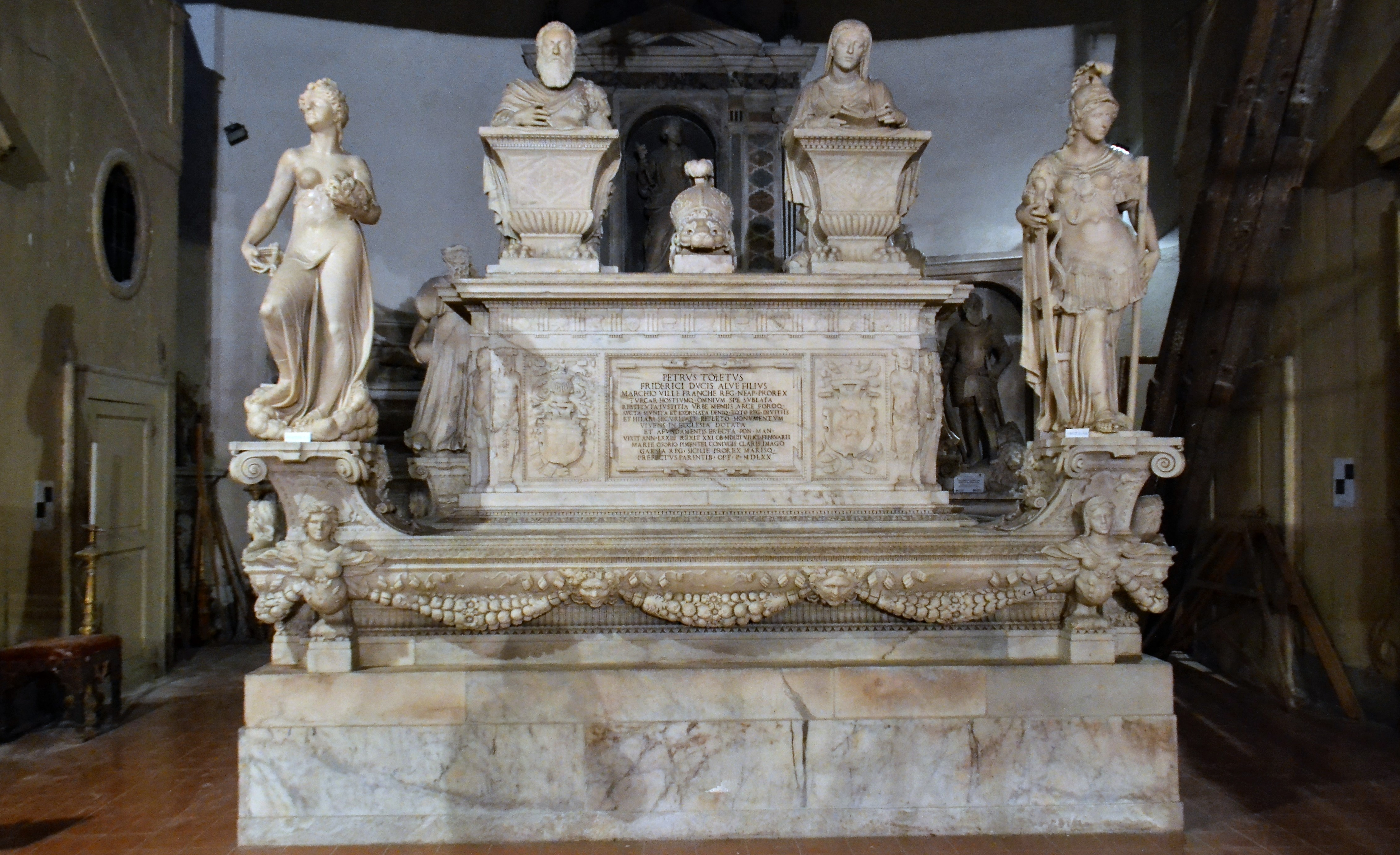
Sepolcro di Don Pedro de Toledo

Il sepolcro di Don Pedro de Toledo è un monumento funebre dedicato al viceré di Napoli Pedro Álvarez de Toledo y Zúñiga scolpito da Giovanni da Nola. Per eseguire l'opera, lo scultore napoletano impiegò circa venti anni, essendo la stessa stata commissionata quando Don Pedro era ancora in vita (intorno al 1550) e venendo terminata solo nel 1570.
Il monumento è conservato presso la Pontificia Reale Basilica di San Giacomo degli Spagnoli, alle spalle dell'altare maggiore. Lo stesso monumento è dedicato anche alla consorte di Don Pedro, María Osorio y Pimentel.

## Storia e descrizione

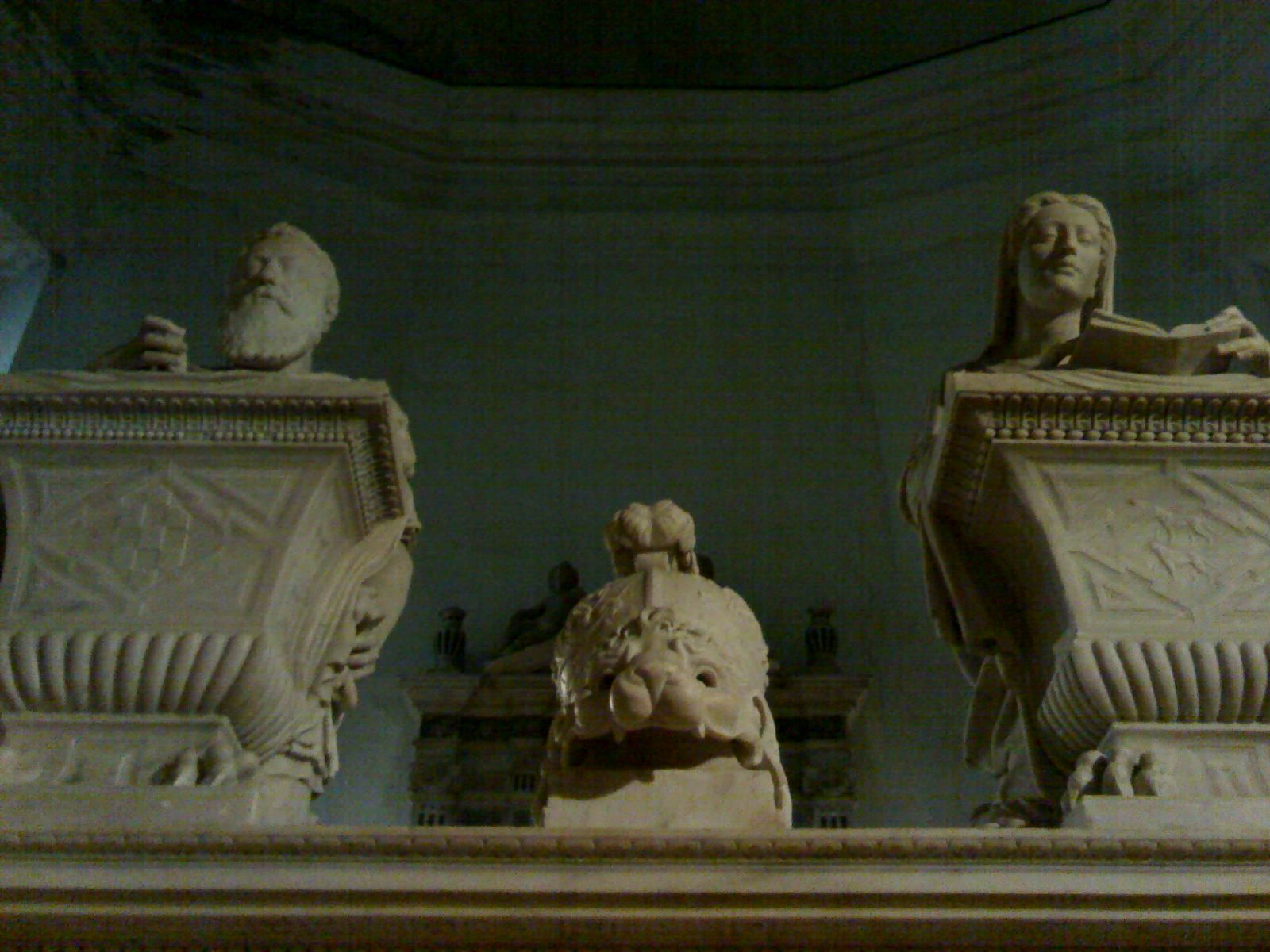
Particolare delle sculture di Don Pedro e di sua moglie Maria Osorio Pimentel con al centro l'elmo

Questo monumentale sepolcro fu commissionato dallo stesso don Pedro quando era ancora in vita. Tuttavia, dopo il suo decesso avvenuto a Firenze nel 1553, non fu destinato ad accoglierne le spoglie in quanto non ancora terminato. Così il nobiluomo fu sepolto nella cattedrale di Santa Maria del Fiore di Firenze, mentre pare che il sepolcro di Napoli, una volta terminato, sia stato destinato ad ospitare i resti del figlio Garcia. 
Il monumento è di forma quadrata, con un basamento decorato e con quattro capitelli corinzi agli angoli su cui poggiano le statue allegoriche delle quattro Virtù Cardinali: la Temperanza, la Prudenza, la Fortezza e la Giustizia. Le quattro sculture sono attribuite a Annibale Caccavello e Giovanni Domenico D'Auria. Al di sopra del sarcofago, si vedono poggiate due statue inginocchiate raffiguranti Don Pedro la sua prima moglie, Maria Osorio Pimentel, marchesa de Villafranca, con un elmo posto tra i due personaggi. Sui basamenti posti al livello delle statue, vi sono scolpiti gli stemmi familiari delle due personalità. 
L'intero blocco, che secondo il Vasari fu donato e condotto a Napoli da Cosimo de' Medici, è caratterizzato nella parte centrale da quattro bassorilievi (uno per lato). Nella parte anteriore vi è un'iscrizione che riporta come data il 1570, ovvero l'anno in cui si è conclusa l'opera.

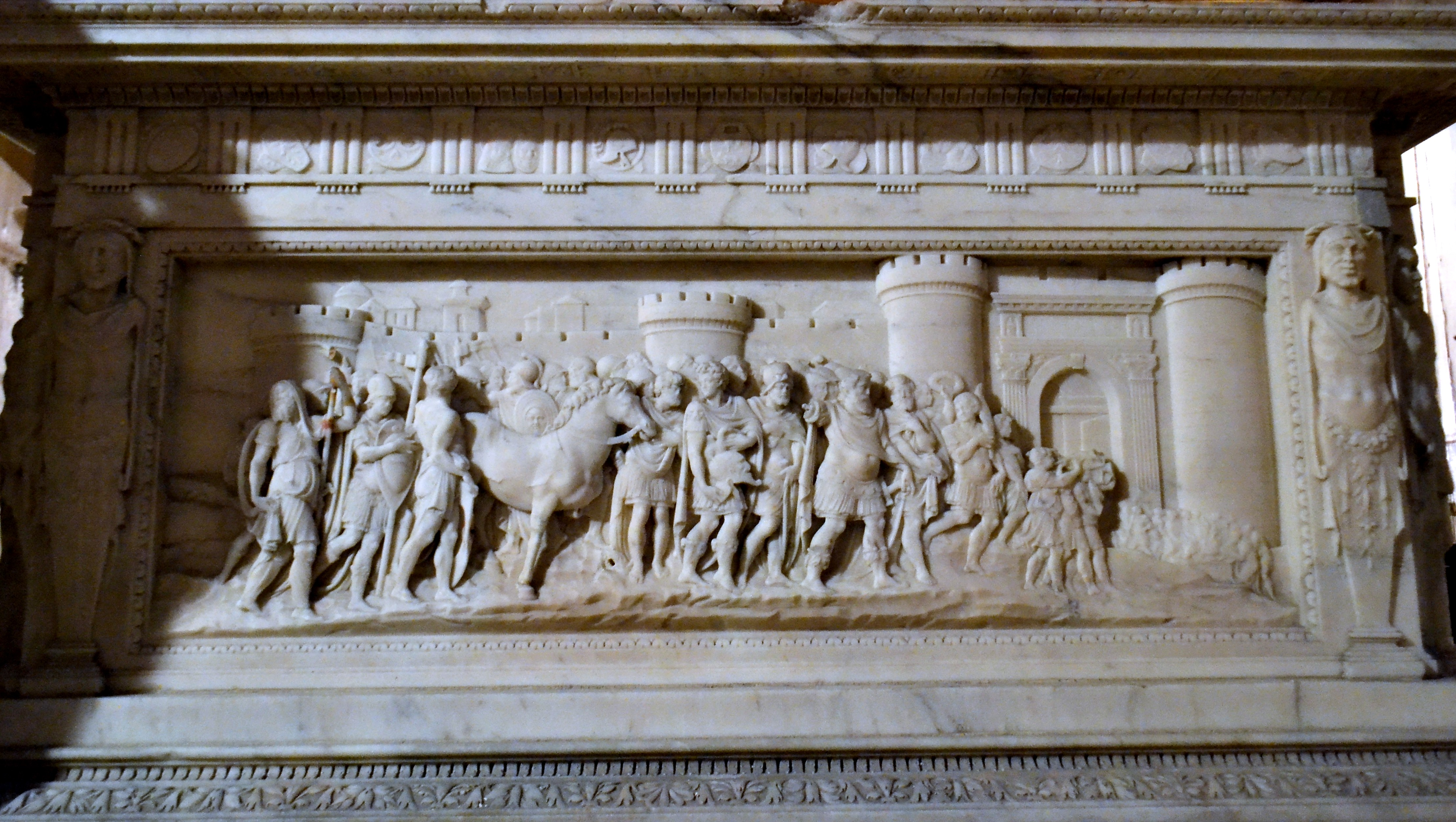
Carlo V in visita a Napoli (parte posteriore)

Lungo la facciata laterale sinistra, vi è un bassorilievo che rappresenta la Battaglia di Otranto del 1538, nella quale il viceré spagnolo si recò con le sue truppe in Puglia con il figlio Garzia e l'ammiraglio Doria per scacciare i turchi che tentavano di conquistare la cittadina pugliese. Nel bassorilievo sono mostrate scene di battaglia, un gruppo di cristiani fatti prigionieri dai turchi e Don Pedro a cavallo. 
L'altro bassorilievo laterale (a destra rispetto al fronte), invece, mostra la Vittoria di Baia del 1544, contro Barbarossa, che tentava di conquistare Ischia e Pozzuoli. Nella scena sono visibili al centro il castello aragonese e sullo sfondo l'isola di Procida. 
L'ultima scena, posta nella parte posteriore del sarcofago, mostra i festeggiamenti in onore dell'imperatore Carlo V in visita a Napoli nel 1535. Nella scena è presente Don Pedro che aspetta a porta Capuana l'imperatore, quest'ultimo circondato da un corteo in festa.